# 尤寧維爾 (蒙大拿州)
尤寧維爾（英語：Unionville）是位於美國蒙大拿州劉易斯與克拉克縣的普查規定居民點。

## 歷史
尤寧維爾的郵局於1869年設立，其後於1894年停運。

## 人口
根據2020年美國人口普查的數據，尤寧維爾的面積為3.33平方千米，當中陸地面積為3.32平方千米，而水域面積為0.01平方千米。當地共有人口206人，而人口密度為每平方千米61.86人。